# مارماهی رنگین
مارماهی رنگین که مارماهی رنگین نواری هم نامیده می‌شود مارماهی‌های خانواده رنگین‌مارماهیان (Muraenidae) را تشکیل می‌دهند.
این خانواده ۱۵ سرده و در حدود ۲۰۰ گونه دارد که بیشترشان دریازی هستند.
مارماهی رنگین به ناحق شهرت بدی کسب کرده‌است، مبنی بر اینکه جان غواصان را تهدید می‌کند یا به آنها حمله می‌نماید. بله آنها دندانهای بزرگ و تیزی دارند که اغلب هم به نمایش می‌گذارند چرا که برای نفس کشیدن نیازمند جریان مداوم آب در دهان خود هستند.

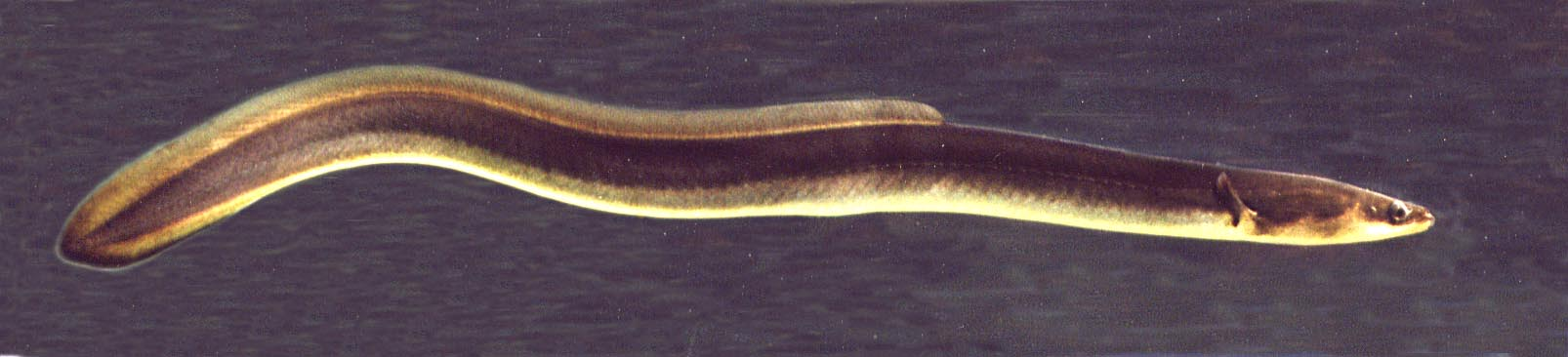
محل زندگی :برکه‌های راکد

## محل زندگی
متجاوز از ۱۰۰ گونه مارماهی رنگین در اطراف صخره‌های مرجانی یافت می‌شود.مارماهی رنگین با برخی از انواع میگوها رابطه همزیستی دارد. مارماهی به آنها اجازه می‌دهد که گه گاه از بافت‌های آسیب دیده و انگلهای آرواره‌شان تغذیه کند.